# Bundesliga w piłce ręcznej mężczyzn w sezonie 2011/2012 - Wyróżnienia

## Kolejka 1.
| Siódemka kolejki 1.   | Siódemka kolejki 1.       | Siódemka kolejki 1. |
| Pozycja               | Zawodnik                  | Zespół              |
| --------------------- | ------------------------- | ------------------- |
| lewoskrzydłowy        | Kevin Schmidt             | HSG Wetzlar         |
| lewy rozgrywający     | Sven-Sören Christophersen | Füchse Berlin       |
| środkowy rozgrywający | Bartłomiej Jaszka         | Füchse Berlin       |
| prawy rozgrywający    | Kim Andersson             | THW Kiel            |
| prawoskrzydłowy       | Savas Karipidis           | MT Melsungen        |
| obrotowy              | Robert Gunnarsson         | Rhein-Neckar Löwen  |
| bramkarz              | Silvio Heinevetter        | Füchse Berlin       |

## Kolejka 2.
| Siódemka kolejki 2.   | Siódemka kolejki 2. | Siódemka kolejki 2.    |
| Pozycja               | Zawodnik            | Zespół                 |
| --------------------- | ------------------- | ---------------------- |
| lewoskrzydłowy        | Anders Eggert       | SG Flensburg-Handewitt |
| lewy rozgrywający     | Momir Ilić          | THW Kiel               |
| środkowy rozgrywający | Henrik Knudsen      | Bergischer HC          |
| prawy rozgrywający    | Holger Glandorf     | SG Flensburg-Handewitt |
| prawoskrzydłowy       | Hans Lindberg       | HSV Hamburg            |
| obrotowy              | Marcus Ahlm         | THW Kiel               |
| bramkarz              | Vjenceslav Somić    | VfL Gummersbach        |

## Kolejka 3.
| Siódemka kolejki 3.   | Siódemka kolejki 3. | Siódemka kolejki 3.    |
| Pozycja               | Zawodnik            | Zespół                 |
| --------------------- | ------------------- | ---------------------- |
| lewoskrzydłowy        | Uwe Gensheimer      | Rhein-Neckar Löwen     |
| lewy rozgrywający     | Matthias Gerlich    | TV Hüttenberg          |
| środkowy rozgrywający | Thomas Mogensen     | SG Flensburg-Handewitt |
| prawy rozgrywający    | Kim Andersson       | THW Kiel               |
| prawoskrzydłowy       | Torge Johannsen     | TSV Hannover-Burgdorf  |
| obrotowy              | Jens Tiedke         | TV Großwallstadt       |
| bramkarz              | Nikolai Weber       | HSG Wetzlar            |

## Kolejka 4.
| Siódemka kolejki 4.   | Siódemka kolejki 4. | Siódemka kolejki 4.      |
| Pozycja               | Zawodnik            | Zespół                   |
| --------------------- | ------------------- | ------------------------ |
| lewoskrzydłowy        | Torsten Jansen      | HSV Hamburg              |
| lewy rozgrywający     | Barna Putics        | VfL Gummersbach          |
| środkowy rozgrywający | Drago Vuković       | TuS Nettelstedt-Lübbecke |
| prawy rozgrywający    | Holger Glandorf     | SG Flensburg-Handewitt   |
| prawoskrzydłowy       | Michael Spatz       | TV Großwallstadt         |
| obrotowy              | Igor Vori           | HSV Hamburg              |
| bramkarz              | Carsten Lichtlein   | TBV Lemgo                |

## Kolejka 5.
| Siódemka kolejki 5.   | Siódemka kolejki 5. | Siódemka kolejki 5.      |
| Pozycja               | Zawodnik            | Zespół                   |
| --------------------- | ------------------- | ------------------------ |
| lewoskrzydłowy        | Anders Eggert       | SG Flensburg-Handewitt   |
| lewy rozgrywający     | Pavel Horák         | Frisch Auf Göppingen     |
| środkowy rozgrywający | Patrik Fahlgren     | MT Melsungen             |
| prawy rozgrywający    | Krzysztof Lijewski  | Rhein-Neckar Löwen       |
| prawoskrzydłowy       | Hans Lindberg       | HSV Hamburg              |
| obrotowy              | Frank Løke          | TuS Nettelstedt-Lübbecke |
| bramkarz              | Gerrie Eijlers      | SC Magdeburg             |

## Kolejka 6.
| Siódemka kolejki 6.   | Siódemka kolejki 6. | Siódemka kolejki 6.    |
| Pozycja               | Zawodnik            | Zespół                 |
| --------------------- | ------------------- | ---------------------- |
| lewoskrzydłowy        | Uwe Gensheimer      | Rhein-Neckar Löwen     |
| lewy rozgrywający     | Pascal Hens         | HSV Hamburg            |
| środkowy rozgrywający | Daniel Narcisse     | THW Kiel               |
| prawy rozgrywający    | Holger Glandorf     | SG Flensburg-Handewitt |
| prawoskrzydłowy       | Hans Lindberg       | HSV Hamburg            |
| obrotowy              | Vignir Svavarsson   | TSV Hannover-Burgdorf  |
| bramkarz              | Mattias Andersson   | SG Flensburg-Handewitt |

## Kolejka 7.
| Siódemka kolejki 7.   | Siódemka kolejki 7.  | Siódemka kolejki 7.      |
| Pozycja               | Zawodnik             | Zespół                   |
| --------------------- | -------------------- | ------------------------ |
| lewoskrzydłowy        | Ivan Ninčević        | Füchse Berlin            |
| lewy rozgrywający     | Filip Jícha          | THW Kiel                 |
| środkowy rozgrywający | Henrik Knudsen       | Bergischer HC            |
| prawy rozgrywający    | Alexandros Vasilakis | MT Melsungen             |
| prawoskrzydłowy       | Kai Häfner           | HBW Balingen-Weilstetten |
| obrotowy              | Sebastian Weber      | TV Hüttenberg            |
| bramkarz              | Johannes Bitter      | HSV Hamburg              |

## Kolejka 8.
| Siódemka kolejki 8.   | Siódemka kolejki 8. | Siódemka kolejki 8.   |
| Pozycja               | Zawodnik            | Zespół                |
| --------------------- | ------------------- | --------------------- |
| lewoskrzydłowy        | Uwe Gensheimer      | Rhein-Neckar Löwen    |
| lewy rozgrywający     | Barna Putics        | VfL Gummersbach       |
| środkowy rozgrywający | Morten Olsen        | TSV Hannover-Burgdorf |
| prawy rozgrywający    | Boštjan Hribar      | Eintracht Hildesheim  |
| prawoskrzydłowy       | Patrick Groetzki    | Rhein-Neckar Löwen    |
| obrotowy              | Patrick Wiencek     | VfL Gummersbach       |
| bramkarz              | Miloš Putera        | TSV Hannover-Burgdorf |

## Kolejka 9.
| Siódemka kolejki 9.   | Siódemka kolejki 9. | Siódemka kolejki 9.    |
| Pozycja               | Zawodnik            | Zespół                 |
| --------------------- | ------------------- | ---------------------- |
| lewoskrzydłowy        | Kentin Mahé         | VfL Gummersbach        |
| lewy rozgrywający     | Mait Patrail        | TBV Lemgo              |
| środkowy rozgrywający | Daniel Narcisse     | THW Kiel               |
| prawy rozgrywający    | Michael Jahns       | Eintracht Hildesheim   |
| prawoskrzydłowy       | Felix Lobedank      | Frisch Auf Göppingen   |
| obrotowy              | Michael V. Knudsen  | SG Flensburg-Handewitt |
| bramkarz              | Carsten Lichtlein   | TBV Lemgo              |

## Kolejka 10.
| Siódemka kolejki 10.  | Siódemka kolejki 10. | Siódemka kolejki 10.     |
| Pozycja               | Zawodnik             | Zespół                   |
| --------------------- | -------------------- | ------------------------ |
| lewoskrzydłowy        | Anders Eggert        | SG Flensburg-Handewitt   |
| lewy rozgrywający     | Stefan Kneer         | TV Großwallstadt         |
| środkowy rozgrywający | Michael Haaß         | Frisch Auf Göppingen     |
| prawy rozgrywający    | Krzysztof Lijewski   | Rhein-Neckar Löwen       |
| prawoskrzydłowy       | Savas Karipidis      | MT Melsungen             |
| obrotowy              | Marcus Ahlm          | THW Kiel                 |
| bramkarz              | Dario Quenstedt      | TuS Nettelstedt-Lübbecke |

## Kolejka 11.
| Siódemka kolejki 11.  | Siódemka kolejki 11.  | Siódemka kolejki 11.     |
| Pozycja               | Zawodnik              | Zespół                   |
| --------------------- | --------------------- | ------------------------ |
| lewoskrzydłowy        | Kentin Mahé           | VfL Gummersbach          |
| lewy rozgrywający     | Daniel Svensson       | TuS Nettelstedt-Lübbecke |
| środkowy rozgrywający | Iker Romero Fernández | Füchse Berlin            |
| prawy rozgrywający    | Adrian Pfahl          | VfL Gummersbach          |
| prawoskrzydłowy       | Hans Lindberg         | HSV Hamburg              |
| obrotowy              | Hendrik Pekeler       | Bergischer HC            |
| bramkarz              | Thierry Omeyer        | THW Kiel                 |

## Kolejka 12.
| Siódemka kolejki 12.  | Siódemka kolejki 12. | Siódemka kolejki 12.   |
| Pozycja               | Zawodnik             | Zespół                 |
| --------------------- | -------------------- | ---------------------- |
| lewoskrzydłowy        | Anders Eggert        | SG Flensburg-Handewitt |
| lewy rozgrywający     | Pascal Hens          | HSV Hamburg            |
| środkowy rozgrywający | Oliver Köhrmann      | TV Großwallstadt       |
| prawy rozgrywający    | Jens Schöngarth      | MT Melsungen           |
| prawoskrzydłowy       | Torge Johannsen      | TSV Hannover-Burgdorf  |
| obrotowy              | Bjarte Myrhol        | Rhein-Neckar Löwen     |
| bramkarz              | Nenad Puljezević     | TSV Hannover-Burgdorf  |

## Kolejka 13.
| Siódemka kolejki 13.  | Siódemka kolejki 13.      | Siódemka kolejki 13.     |
| Pozycja               | Zawodnik                  | Zespół                   |
| --------------------- | ------------------------- | ------------------------ |
| lewoskrzydłowy        | Dominik Klein             | THW Kiel                 |
| lewy rozgrywający     | Sven-Sören Christophersen | Füchse Berlin            |
| środkowy rozgrywający | Alexander Oelze           | Bergischer HC            |
| prawy rozgrywający    | Christian Zeitz           | THW Kiel                 |
| prawoskrzydłowy       | Hans Lindberg             | HSV Hamburg              |
| obrotowy              | Frank Løke                | TuS Nettelstedt-Lübbecke |
| bramkarz              | Mattias Andersson         | SG Flensburg-Handewitt   |

## Kolejka 14.
| Siódemka kolejki 14.  | Siódemka kolejki 14. | Siódemka kolejki 14.  |
| Pozycja               | Zawodnik             | Zespół                |
| --------------------- | -------------------- | --------------------- |
| lewoskrzydłowy        | Uwe Gensheimer       | Rhein-Neckar Löwen    |
| lewy rozgrywający     | Timm Schneider       | TV Hüttenberg         |
| środkowy rozgrywający | Morten Olsen         | TSV Hannover-Burgdorf |
| prawy rozgrywający    | Alexander Petersson  | Füchse Berlin         |
| prawoskrzydłowy       | Robert Weber         | SC Magdeburg          |
| obrotowy              | Christoph Theuerkauf | TBV Lemgo             |
| bramkarz              | Thierry Omeyer       | THW Kiel              |

## Kolejka 15.
| Siódemka kolejki 15.  | Siódemka kolejki 15. | Siódemka kolejki 15.   |
| Pozycja               | Zawodnik             | Zespół                 |
| --------------------- | -------------------- | ---------------------- |
| lewoskrzydłowy        | Kentin Mahé          | VfL Gummersbach        |
| lewy rozgrywający     | Filip Jícha          | THW Kiel               |
| środkowy rozgrywający | Henrik Knudsen       | Bergischer HC          |
| prawy rozgrywający    | Holger Glandorf      | SG Flensburg-Handewitt |
| prawoskrzydłowy       | Michael Spatz        | TV Großwallstadt       |
| obrotowy              | Manuel Späth         | Frisch Auf Göppingen   |
| bramkarz              | Johannes Bitter      | HSV Hamburg            |

## Kolejka 16.
| Siódemka kolejki 16.  | Siódemka kolejki 16.       | Siódemka kolejki 16.     |
| Pozycja               | Zawodnik                   | Zespół                   |
| --------------------- | -------------------------- | ------------------------ |
| lewoskrzydłowy        | Uwe Gensheimer             | Rhein-Neckar Löwen       |
| lewy rozgrywający     | Timm Schneider             | TV Hüttenberg            |
| środkowy rozgrywający | Momir Ilić                 | THW Kiel                 |
| prawy rozgrywający    | Alexander Petersson        | Füchse Berlin            |
| prawoskrzydłowy       | Kai Häfner                 | HBW Balingen-Weilstetten |
| obrotowy              | Kári Kristján Kristjánsson | HSG Wetzlar              |
| bramkarz              | Andreas Wolff              | TV Großwallstadt         |

## Kolejka 17.
| Siódemka kolejki 17.  | Siódemka kolejki 17. | Siódemka kolejki 17.   |
| Pozycja               | Zawodnik             | Zespół                 |
| --------------------- | -------------------- | ---------------------- |
| lewoskrzydłowy        | Ivan Ninčević        | Füchse Berlin          |
| lewy rozgrywający     | Lars Kaufmann        | SG Flensburg-Handewitt |
| środkowy rozgrywający | Filip Jícha          | THW Kiel               |
| prawy rozgrywający    | Rolf Hermann         | TBV Lemgo              |
| prawoskrzydłowy       | Johannes Sellin      | Füchse Berlin          |
| obrotowy              | Michael V. Knudsen   | SG Flensburg-Handewitt |
| bramkarz              | Silvio Heinevetter   | Füchse Berlin          |

## Kolejka 18.
| Siódemka kolejki 18.  | Siódemka kolejki 18. | Siódemka kolejki 18.     |
| Pozycja               | Zawodnik             | Zespół                   |
| --------------------- | -------------------- | ------------------------ |
| lewoskrzydłowy        | Yves Grafenhorst     | SC Magdeburg             |
| lewy rozgrywający     | Filip Jícha          | THW Kiel                 |
| środkowy rozgrywający | Florian Laudt        | TV Hüttenberg            |
| prawy rozgrywający    | Rolf Hermann         | TBV Lemgo                |
| prawoskrzydłowy       | Robert Weber         | SC Magdeburg             |
| obrotowy              | Vignir Svavarsson    | TSV Hannover-Burgdorf    |
| bramkarz              | Nikola Blažičko      | TuS Nettelstedt-Lübbecke |

## Kolejka 19.
| Siódemka kolejki 19.  | Siódemka kolejki 19. | Siódemka kolejki 19. |
| Pozycja               | Zawodnik             | Zespół               |
| --------------------- | -------------------- | -------------------- |
| lewoskrzydłowy        | Uwe Gensheimer       | Rhein-Neckar Löwen   |
| lewy rozgrywający     | Barna Putics         | VfL Gummersbach      |
| środkowy rozgrywający | Alexander Oelze      | Bergischer HC        |
| prawy rozgrywający    | Lars Friedrich       | HSG Wetzlar          |
| prawoskrzydłowy       | Robert Weber         | SC Magdeburg         |
| obrotowy              | Christoph Theuerkauf | TBV Lemgo            |
| bramkarz              | Gerrie Eijlers       | SC Magdeburg         |

## Kolejka 20.
| Siódemka kolejki 20.  | Siódemka kolejki 20.  | Siódemka kolejki 20.     |
| Pozycja               | Zawodnik              | Zespół                   |
| --------------------- | --------------------- | ------------------------ |
| lewoskrzydłowy        | Uwe Gensheimer        | Rhein-Neckar Löwen       |
| lewy rozgrywający     | Roland Schlinger      | HBW Balingen-Weilstetten |
| środkowy rozgrywający | Iker Romero Fernández | Füchse Berlin            |
| prawy rozgrywający    | Adrian Pfahl          | VfL Gummersbach          |
| prawoskrzydłowy       | Hans Lindberg         | HSV Hamburg              |
| obrotowy              | Marcus Ahlm           | THW Kiel                 |
| bramkarz              | Martin Ziemer         | HBW Balingen-Weilstetten |

## Kolejka 21.
| Siódemka kolejki 21.  | Siódemka kolejki 21.       | Siódemka kolejki 21. |
| Pozycja               | Zawodnik                   | Zespół               |
| --------------------- | -------------------------- | -------------------- |
| lewoskrzydłowy        | Manuel Liniger             | TBV Lemgo            |
| lewy rozgrywający     | Filip Jícha                | THW Kiel             |
| środkowy rozgrywający | Iker Romero Fernández      | Füchse Berlin        |
| prawy rozgrywający    | Stefan Lex                 | TV Hüttenberg        |
| prawoskrzydłowy       | Michael Spatz              | TV Großwallstadt     |
| obrotowy              | Kári Kristján Kristjánsson | HSG Wetzlar          |
| bramkarz              | Thierry Omeyer             | THW Kiel             |

## Kolejka 22.
| Siódemka kolejki 22.  | Siódemka kolejki 22. | Siódemka kolejki 22. |
| Pozycja               | Zawodnik             | Zespół               |
| --------------------- | -------------------- | -------------------- |
| lewoskrzydłowy        | Ivan Ninčević        | Füchse Berlin        |
| lewy rozgrywający     | Momir Rnić           | Frisch Auf Göppingen |
| środkowy rozgrywający | Florian Laudt        | TV Hüttenberg        |
| prawy rozgrywający    | Alexandros Vasilakis | MT Melsungen         |
| prawoskrzydłowy       | Johannes Sellin      | Füchse Berlin        |
| obrotowy              | Marcus Ahlm          | THW Kiel             |
| bramkarz              | Jan-Steffen Redwitz  | TV Hüttenberg        |

## Kolejka 24.
| Siódemka kolejki 24.  | Siódemka kolejki 24. | Siódemka kolejki 24.     |
| Pozycja               | Zawodnik             | Zespół                   |
| --------------------- | -------------------- | ------------------------ |
| lewoskrzydłowy        | Kentin Mahé          | VfL Gummersbach          |
| lewy rozgrywający     | Roland Schlinger     | HBW Balingen-Weilstetten |
| środkowy rozgrywający | Thomas Mogensen      | SG Flensburg-Handewitt   |
| prawy rozgrywający    | Alexandros Vasilakis | MT Melsungen             |
| prawoskrzydłowy       | Christian Sprenger   | THW Kiel                 |
| obrotowy              | Vignir Svavarsson    | TSV Hannover-Burgdorf    |
| bramkarz              | Mattias Andersson    | SG Flensburg-Handewitt   |

## Kolejka 25.
| Siódemka kolejki 25.  | Siódemka kolejki 25. | Siódemka kolejki 25.   |
| Pozycja               | Zawodnik             | Zespół                 |
| --------------------- | -------------------- | ---------------------- |
| lewoskrzydłowy        | Yves Grafenhorst     | SC Magdeburg           |
| lewy rozgrywający     | Stefan Kneer         | TV Großwallstadt       |
| środkowy rozgrywający | Morten Olsen         | TSV Hannover-Burgdorf  |
| prawy rozgrywający    | Krzysztof Lijewski   | Rhein-Neckar Löwen     |
| prawoskrzydłowy       | Ivan Čupić           | Rhein-Neckar Löwen     |
| obrotowy              | Michael V. Knudsen   | SG Flensburg-Handewitt |
| bramkarz              | Thierry Omeyer       | THW Kiel               |

## Kolejka 26.
| Siódemka kolejki 26.  | Siódemka kolejki 26. | Siódemka kolejki 26.   |
| Pozycja               | Zawodnik             | Zespół                 |
| --------------------- | -------------------- | ---------------------- |
| lewoskrzydłowy        | Jens Reinarz         | Bergischer HC          |
| lewy rozgrywający     | Petar Đorđić         | SG Flensburg-Handewitt |
| środkowy rozgrywający | Filip Jícha          | THW Kiel               |
| prawy rozgrywający    | Kim Andersson        | THW Kiel               |
| prawoskrzydłowy       | Ivan Čupić           | Rhein-Neckar Löwen     |
| obrotowy              | Patrick Wiencek      | VfL Gummersbach        |
| bramkarz              | Martin Galia         | TV Großwallstadt       |

## Kolejka 27.
Nie wybrano siódemki kolejki 27.

## Kolejka 28.
| Siódemka kolejki 28.  | Siódemka kolejki 28. | Siódemka kolejki 28.   |
| Pozycja               | Zawodnik             | Zespół                 |
| --------------------- | -------------------- | ---------------------- |
| lewoskrzydłowy        | Jens Bechtloff       | TBV Lemgo              |
| lewy rozgrywający     | Lars Kaufmann        | Frisch Auf Göppingen   |
| środkowy rozgrywający | Alexander Oelze      | Bergischer HC          |
| prawy rozgrywający    | Andreas Rojewski     | SC Magdeburg           |
| prawoskrzydłowy       | Hans Lindberg        | HSV Hamburg            |
| obrotowy              | Manuel Späth         | Frisch Auf Göppingen   |
| bramkarz              | Mattias Andersson    | SG Flensburg-Handewitt |

## Kolejka 29.
| Siódemka kolejki 29.  | Siódemka kolejki 29. | Siódemka kolejki 29.   |
| Pozycja               | Zawodnik             | Zespół                 |
| --------------------- | -------------------- | ---------------------- |
| lewoskrzydłowy        | Ivan Ninčević        | Füchse Berlin          |
| lewy rozgrywający     | Petar Đorđić         | SG Flensburg-Handewitt |
| środkowy rozgrywający | Hannes Jón Jónsson   | TSV Hannover-Burgdorf  |
| prawy rozgrywający    | Alexandros Vasilakis | MT Melsungen           |
| prawoskrzydłowy       | Hans Lindberg        | HSV Hamburg            |
| obrotowy              | Bjarte Myrhol        | Rhein-Neckar Löwen     |
| bramkarz              | Mattias Andersson    | SG Flensburg-Handewitt |

## Kolejka 30.
| Siódemka kolejki 30.  | Siódemka kolejki 30. | Siódemka kolejki 30.   |
| Pozycja               | Zawodnik             | Zespół                 |
| --------------------- | -------------------- | ---------------------- |
| lewoskrzydłowy        | Anders Eggert        | SG Flensburg-Handewitt |
| lewy rozgrywający     | Momir Ilić           | THW Kiel               |
| środkowy rozgrywający | Hannes Jón Jónsson   | TSV Hannover-Burgdorf  |
| prawy rozgrywający    | Adrian Pfahl         | VfL Gummersbach        |
| prawoskrzydłowy       | Florian Billek       | TV Hüttenberg          |
| obrotowy              | Felix Danner         | MT Melsungen           |
| bramkarz              | Henning Fritz        | Rhein-Neckar Löwen     |

## Kolejka 31.
| Siódemka kolejki 31.  | Siódemka kolejki 31. | Siódemka kolejki 31.   |
| Pozycja               | Zawodnik             | Zespół                 |
| --------------------- | -------------------- | ---------------------- |
| lewoskrzydłowy        | Anders Eggert        | SG Flensburg-Handewitt |
| lewy rozgrywający     | Barna Putics         | VfL Gummersbach        |
| środkowy rozgrywający | Bartłomiej Jaszka    | Füchse Berlin          |
| prawy rozgrywający    | Kim Andersson        | THW Kiel               |
| prawoskrzydłowy       | Florian Billek       | TV Hüttenberg          |
| obrotowy              | Jörg Lützelberger    | VfL Gummersbach        |
| bramkarz              | Petr Štochl          | Füchse Berlin          |

## Kolejka 32.
| Siódemka kolejki 32.  | Siódemka kolejki 32. | Siódemka kolejki 32.   |
| Pozycja               | Zawodnik             | Zespół                 |
| --------------------- | -------------------- | ---------------------- |
| lewoskrzydłowy        | Anders Eggert        | SG Flensburg-Handewitt |
| lewy rozgrywający     | Lars Kaufmann        | SG Flensburg-Handewitt |
| środkowy rozgrywający | Martin Strobel       | TBV Lemgo              |
| prawy rozgrywający    | Adrian Pfahl         | VfL Gummersbach        |
| prawoskrzydłowy       | Richard Wöss         | Bergischer HC          |
| obrotowy              | Patrick Wiencek      | VfL Gummersbach        |
| bramkarz              | Andreas Wolff        | TV Großwallstadt       |

## Kolejka 33.
| Siódemka kolejki 33.  | Siódemka kolejki 33. | Siódemka kolejki 33.   |
| Pozycja               | Zawodnik             | Zespół                 |
| --------------------- | -------------------- | ---------------------- |
| lewoskrzydłowy        | Anders Eggert        | SG Flensburg-Handewitt |
| lewy rozgrywający     | Stefan Kneer         | TV Großwallstadt       |
| środkowy rozgrywający | Timo Salzer          | HSG Wetzlar            |
| prawy rozgrywający    | Mark Bult            | Füchse Berlin          |
| prawoskrzydłowy       | Tobias Reichmann     | THW Kiel               |
| obrotowy              | Manuel Späth         | Frisch Auf Göppingen   |
| bramkarz              | Goran Stojanović     | Rhein-Neckar Löwen     |

## Kolejka 34.
| Siódemka kolejki 34.  | Siódemka kolejki 34. | Siódemka kolejki 34.   |
| Pozycja               | Zawodnik             | Zespół                 |
| --------------------- | -------------------- | ---------------------- |
| lewoskrzydłowy        | Uwe Gensheimer       | Rhein-Neckar Löwen     |
| lewy rozgrywający     | Philipp Müller       | HSG Wetzlar            |
| środkowy rozgrywający | Thomas Mogensen      | SG Flensburg-Handewitt |
| prawy rozgrywający    | Kim Andersson        | THW Kiel               |
| prawoskrzydłowy       | Hans Lindberg        | HSV Hamburg            |
| obrotowy              | Marcus Ahlm          | THW Kiel               |
| bramkarz              | Nikolai Weber        | HSG Wetzlar            |